# تباهی کامل

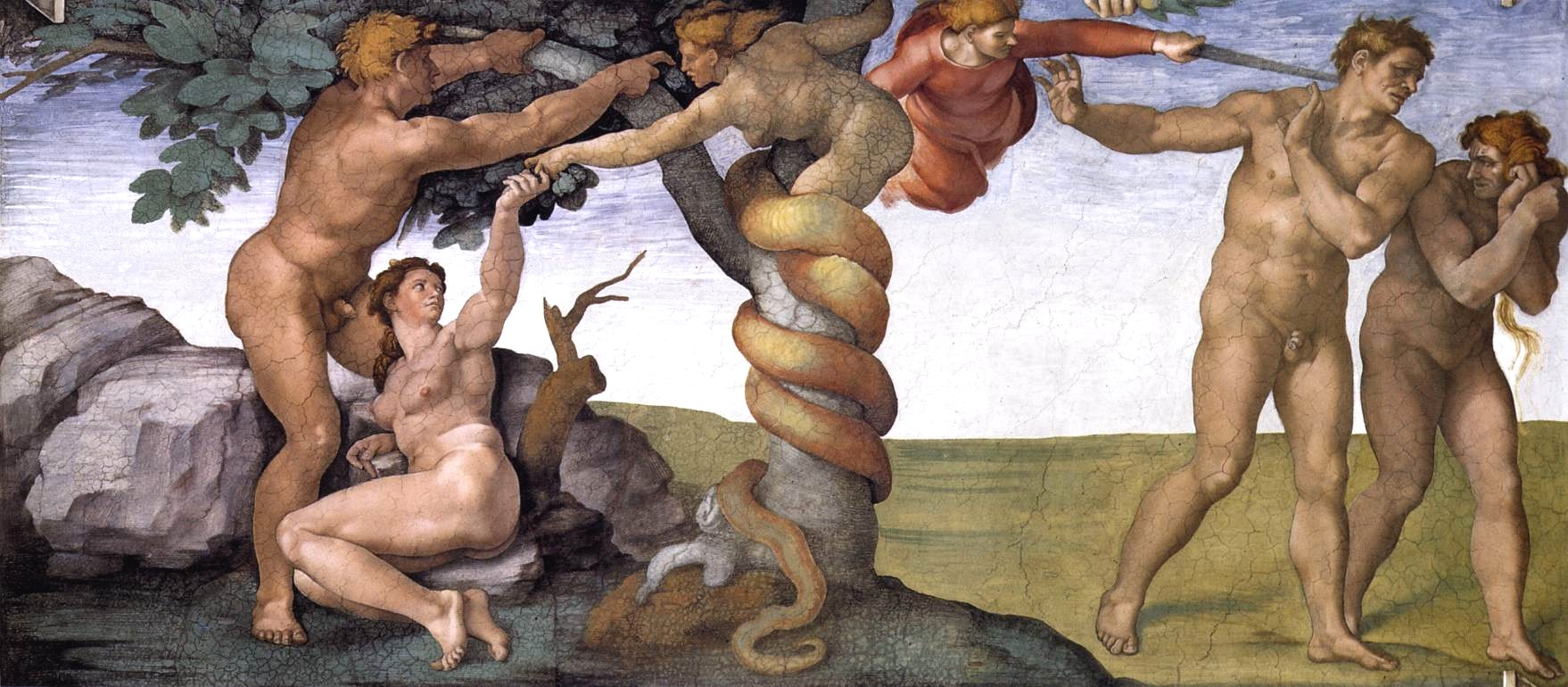
A کلیسای سیستین fresco depicts the expulsion of آدم و حوا from the garden of Eden for their sin of eating from the fruit of the درخت ممنوعه.

تباهی کامل (انگلیسی: Total depravity) از اصول دین مسیحیت است که از نخستین گناه منشأ گرفته و بیانگر مقصر بودن خود انسان (آدم و حوا) در تباهی و از دست دادن همه‌چیز (همان خدا یا بهشت) با انجام گناه بود.